# Luis Batlle Berres
Luis Batlle Berres (Montevideu, 26 de novembro de 1897 - 15 de julho de 1964)  foi um jornalista e político uruguaio pertencente ao partido colorado. Foi Presidente do Uruguai entre 1947 e 1951, eleito vice-presidente junto com Tomás Berreta em 1946, mas Berreta morreu poucos meses depois da posse logo após sua morte Batlle Berres foi declarado Presidente do Uruguai, entre 1955 e 1956. Foi Presidente do Conselho Nacional de Governo do Uruguai e também é conhecido como o fundador do neobatllismo, corrente politica derivada do batllismo (de José Batlle).

## Carreira Política[1]
Jornalista do jornal El Día Primero, posteriormente criou a Acción e adquiriu a rádio Ariel de Montevidéu, de onde exerceu forte influência na vida política de seu partido e do país.
Entre 1943 e 1945 presidiu a Câmara dos Deputados.

### Vice-presidente e presidente: Neo-Batllismo
Nas eleições de 1946 foi eleito Vice-Presidente da República, acompanhando Tomás Berreta. Assumiu a Presidência da República com a morte de Berreta em 2 de agosto de 1947, desenvolvendo uma política estatista e protecionista, que em vários aspectos deu continuidade à política de substituição de importações criada na década de 1930. Chama-se Neo-Batlismo. 
A sua personalidade carismática e a sua marca profunda na vida política do seu tempo baseavam-se, entre outras razões, na gestão de uma estrutura de clubes políticos de bairro que reunia o voto de boa parte das classes média e trabalhadora, por impulso das lideranças locais. que muitas vezes trocaram esses votos por cargos na administração pública ou por suas promessas, o que teve consequências profundas e duradouras na vida política do Uruguai. 
Entre seus militantes mais entusiastas, destacou-se um grupo conhecido como os jovens turcos de Luis Batlle: Zelmar Michelini, Teófilo Collazo, Guzmán Acosta e Lara, Norberto Sanguinetti, Tabaré Hackenbruch, Julio María Sanguinetti. 
Embora sua liderança no Partido Colorado fosse ampla, não era total, não só pela oposição do núcleo conservador da "lista 14", mas também pela fragmentação muito intensa em muitas listas que foi lugar-comum em sua comunidade desde então. Marcado como "mandão" pela propaganda adversa de sua própria comunidade. No final do mandato, não podendo ser reeleito, impôs o farmacêutico farmacêutico Andrés Martínez Trueba como candidato de seu setor, que ficaria conhecido como "Lista 15", nas eleições de novembro de 1950 , nas quais venceu.
Foi o primeiro presidente a usar a Residencia de Suárez , adquirida pelo estado em 1947.

### Colegialismo[1]
Quando Martínez Trueba tomou posse em 1951, chegou a um acordo com os setores majoritários do Partido Nacional, orientado por Luis Alberto de Herrera, e com o "14" no sentido de reimplantação do poder executivo colegiado, na esperança de deter O domínio de Luis Batlle na política nacional.
Plebiscitada a reforma correspondente no final de 1951 e efetivada em 1952, a nova constituição introduziu o colegiado integral em substituição da Presidência da República, bem como a colegialização das administrações departamentais e das entidades autónomas. O Poder Executivo Colegiado também implicou na coexistência dos dois partidos tradicionais na tomada de decisões, muitas vezes contraditórios, pois não chegaram a um consenso e tiveram que se movimentar em um contexto de instabilidade típico do segundo pós-guerra. Seu governo foi considerado autoritário. Em 15 anos, o número de funcionários públicos cresceu 195%. Toda a produção pecuária uruguaia estava sujeita a um controle estrito e o preço da carne, fixado, esse controle excessivo seria contraproducente, já que os pecuaristas, para evitá-lo, recorreriam ao contrabando de gado. Após o fim da Guerra da Coréia, o ritmo das exportações desacelerou. Além disso, muitas das medidas protecionistas tomadas estavam fazendo mais mal do que bem. O triunfo do Partido Branco em 1958, após décadas de permanência na oposição, fez com que Batlle Berres saísse do primeiro plano político e decidisse apoiar a carreira política de seu filho, Jorge Batlle.
Segundo o autor Carlos Machado: “A gestão do primeiro Conselho de Governadores caracterizou-se pelo seu conservadorismo declarado”, envolveu uma série de medidas retaliatórias contra as mobilizações e / ou greves de assalariados de diversos setores que foram afetados pelo contexto, a adoção das Medidas de Segurança Pronta estabelecidas na Constituição da República com o objetivo de frear as constantes manifestações e descontentamentos sociais causados pelo contexto internacional e o consequente impacto no meio ambiente local, através a queda nas exportações, a forte inflação de bens de consumo básicos e a queda na renda dos assalariados.
Nas eleições de 1954, a lista 15 de Luis Batlle conquistou de forma contundente a vitória eleitoral sobre seus adversários, embora mais uma vez no poder, o admirado (e disputado) dirigente não aboliu a colegialização do Estado uruguaio; Ele teve a sorte de presidir o Conselho Nacional de Governo em 1955.
Artigo principal: Conselho Nacional de Governo 1955-1959
Em 1958, impotente para enfrentar a crise econômica que começou a se desdobrar em 1955 após a queda dos preços dos itens exportáveis da economia monoprodutora do Uruguai, o 15º perdeu as eleições daquele ano, vencidas pelo Partido Nacional, que assim, ele voltou ao governo após 93 anos sem tê-lo exercido.
Senador no último trecho de sua vida e atuação política, morreu em 1964 , deixando o Partido Colorado sem uma liderança clara e profundamente dividida.
1. 1 2  Sanguinetti, Julio María (2018). Luis Batlle Berres. El Uruguay del optimismo. Montevideo: Taurus.